# Hautkampfstoff
Als Hautkampfstoffe wird eine Klasse von chemischen Waffen bezeichnet.
Es handelt sich meist um chemisch hochreaktive Verbindungen, bei deren Kontakt es zu schweren Verätzungen der Haut kommt, einige Substanzen hemmen außerdem die Zellteilung. Im Gegensatz zu anderen Kampfstoffklassen sollen Hautkampfstoffe die Gegner vorrangig kampfunfähig und behandlungsbedürftig machen. Der Sinn dieser Methode liegt darin, möglichst viel Infrastruktur des Feindes mit der Versorgung der Verletzten zu binden. Weiterhin hat der Anblick der leidenden Kameraden einen negativen Einfluss auf den Kampfeswillen und die Moral der Truppe. Bekannte Hautkampfstoffe sind Senfgas (Lost) und Lewisit. An Hautkampfstoffen verstarben im Ersten Weltkrieg sehr viele der betroffenen Soldaten. Die Zellteilung-hemmende Wirkung des Hautkampfstoffes Standard-Schwefellost (Senfgas) wurde nach dem Ersten Weltkrieg zur Entwicklung der ersten Zytostatika genutzt. Beispiele für erfolgreiche Krebsmedikamente auf Lost-Basis sind Cyclophosphamid, Ifosfamid und Chlorambucil.